# Holidays in the Sun
Holidays in the Sun – czwarty singel brytyjskiego, punkrockowego zespołu Sex Pistols, wydany 14 października 1977.

## Lista utworów
1. Holidays in the Sun
2. Satellite

## Skład
- Johnny Rotten – wokal
- Steve Jones – gitara, gitara basowa
- Paul Cook – perkusja